# Parachromis dovii
Parachromis dovii (Synonym: Parapetenia dovii) ist ein großwüchsiger Süßwasserfisch aus der Familie der Buntbarsche (Cichlidae). Er kommt in Mittelamerika von Trujillo auf der karibischen Seite von Honduras über Nicaragua bis Costa Rica vor.

## Merkmale
Parachromis dovii kann über 70 cm lang und 6,9 kg schwer werden, bleibt aber für gewöhnlich bei einer Länge von 40 bis 50 cm. Die Grundfärbung der Fische ist gelblich, beige oder grauweiß. Vom Hinterrand der Augen bis zu einem dunklen Fleck auf der Schwanzflossenbasis verläuft ein dunkles Band, das auch in einzelne Flecken aufgelöst sein kann. Vom unteren Bereich des Kiemendeckels erstreckt sich ein dunkles Band zunächst nach oben zum Winkel des Kiemendeckels und von da nach vorn zum unteren Augenrand. An der Brustflossenbasis befinden sich zwei dunkle Flecken. Je nach Stimmung können die Fische auch ca. acht dunkle, senkrechte Streifen auf den Flanken zeigen. Die Flossen sind leicht grünlich. Alte Männchen bekommen einen Stirnbuckel und lang ausgezogene Flossenspitzen. Ihre Körperseiten zeigen zahlreiche kleine schwarze Punkte und einen bläulichen bis violetten Glanz. Bei den Weibchen sind die Querstreifen auf den Flanken deutlicher ausgebildet. Im Arenal-See in Costa Rica gibt es eine goldfarbene Morphe von Parachromis dovii.

## Lebensweise
Parachromis dovii kommt in Seen und mittelgroßen und großen Flüssen bis in Höhen von 600 Metern vor und lebt dort vor allem über felsigen Böden, in Höhlen oder in größeren Tiefen. Das Wasser der Heimatgewässer kann weich oder mittelhart sein, der pH-Wert leicht sauer oder alkalisch. Ausgewachsene Exemplare ernähren sich fast ausschließlich von Fischen, vor allem von anderen Buntbarschen, jüngere auch von Krebstieren und Insekten. Parachromis dovii ist ein Substratlaicher, der seinen Laich in geräumigen Höhlen unterhalb einer Tiefe von 6 Metern, meist in einer Tiefe von 12 bis 18 Metern absetzt. Die größeren Männchen laichen oft mit mehreren Weibchen und viele Weibchen müssen den Laich und die Jungfische allein betreuen. Ein Gelege besteht aus 1000 bis 4000 Eiern. Jungfische werden oft vom Zitronenbuntbarsch (Amphilophus citrinellus) oder von Neetroplus nematopus gefressen. Sie werden mit einem Alter von 15 Monaten bei einer Länge von 20 cm geschlechtsreif.

## Belege
1. 1 2 3  Parachromis dovii auf Fishbase.org (englisch)
2. 1 2 3  Horst Linke, Wolfgang Staek: Amerikanische Cichliden II, Große Buntbarsche. Tetra-Verlag, Bissendorf 1997, ISBN 3-8974-5101-8, S. 146 u. 147.
3. 1 2 3  Rainer Stawikowski und Uwe Werner: Die Buntbarsche Amerikas, Bd. 1 Verlag Eugen Ulmer, 1998, ISBN 978-3800172702, 372 u. 373.